# Koshonin
Koshonin (交渉人〜THE NEGOTIATOR〜?) è una serie televisiva giapponese in formato dorama, prodotta e mandata in onda da TV Asahi in due stagioni di 8 e 9 puntate rispettivamente, tra il 2008 e il 2009 e con gli stessi attori protagonisti. Si tratta di una serie poliziesca e di mistero, che racconta i casi risolti della squadra speciale della polizia metropolitana di Tokyo.
La prima stagione è stata seguita da uno special trasmesso all'inizio del 2009.

## Trama
Conosciuti sotto la sigla di SIT (Special Investigation Team) il gruppo speciale sotto il comando della polizia metropolitana, entra in azione quando i normali canali investigativi bastano per far risolvere i casi. Le missioni che vengono affidate al gruppo sono solitamente le più difficili e rischiose, quando si deve tentar di condurre negoziati con i criminali.
Reiko, unica del gruppo ad essere una donna, sfida le convenzioni ed i pregiudizi maschilisti della rigida gerarchia poliziesca gettandosi a capofitto in prima linea.

## Cast
- Ryoko Yonekura - Usagi Reiko
- Takanori Jinnai - Kirisawa Keigo
- Katsumi Takahashi - Katayama Kazuyoshi
- Takashi Sasano - Sumida Kohei
- Kōsuke Suzuki (attore) - Hasebe Kunio
- Toshio Kakei - Kizaki Seiichiro
- Megumi Yasu - Mimura Rumiko
- Sousuke Takaoka - Amari Yusuke
- Yū Shirota - Mariya Kyosuke
- Ren Ōsugi - Takabayashi Shizuo
- Masato Ibu - Mikio Kudo
- Megumi Nakayama - Sugawara Yumi
- Maki Komoto - Yamamoto Midori
- Noboru Takachi - Hasumi Yoshiki
- Tantan Hayashi - Usagi Mio
- Ryohei Abe

### Star ospiti
- Ko Takasugi - Takemoto Haruo (ep1)
- Nobuo Kyō - Sakuma Yuji (ep2)
- Ryoko Takizawa - Kaori (ep2)
- Asami Mizukawa - Miyahara Yukiko (eps 3-4)
- Yorie Yamashita - Sakai Kazuko (eps 3-4)
- Masaomi Hiraga - Kaai Mitsuo (eps 3-4)
- Kenji Uchikura - Izuta (eps 3-4)
- Kana Harada - Sekiguchi Mamiko (eps 3-4)
- Waka Inoue - Sayuri (ep5)
- Miyako Yamaguchi - Motohashi Yoshie (ep5)
- Masaki Okada - Motohashi Kazuma (ep5)
- Shota Saito - Taguchi (ep6)
- Shunsuke Daitō - Iizuka Yoshihiro (ep6)
- Kei Tanaka - Kitaoka (ep6)
- Sei Hiraizumi - Noguchi Kosuke (ep7)
- Mimoru Kihara - Mochizuki (ep7)
- Hirofumi Araki - Sakai Takashi (ep7)
- Masahiro Kuranuki - Nakamura Ryuichi (ep7)
- Mitsuomi Takahashi - Asakawa Masaki (ep7)
- Hiroo Otaka - un investigatore (ep8)
- Mary Takeyama - una reporter (ep8)